# 新葵芳花園
新葵芳花園（英語：New Kwai Fong Garden），位於香港新界葵涌葵義路2-20號，是一個私人屋苑，鄰近港鐵葵芳站上蓋，由新鴻基地產及地下鐵路公司（今港鐵公司）發展，在1983年7月落成，一直由港鐵公司負責物業管理。

## 住宅

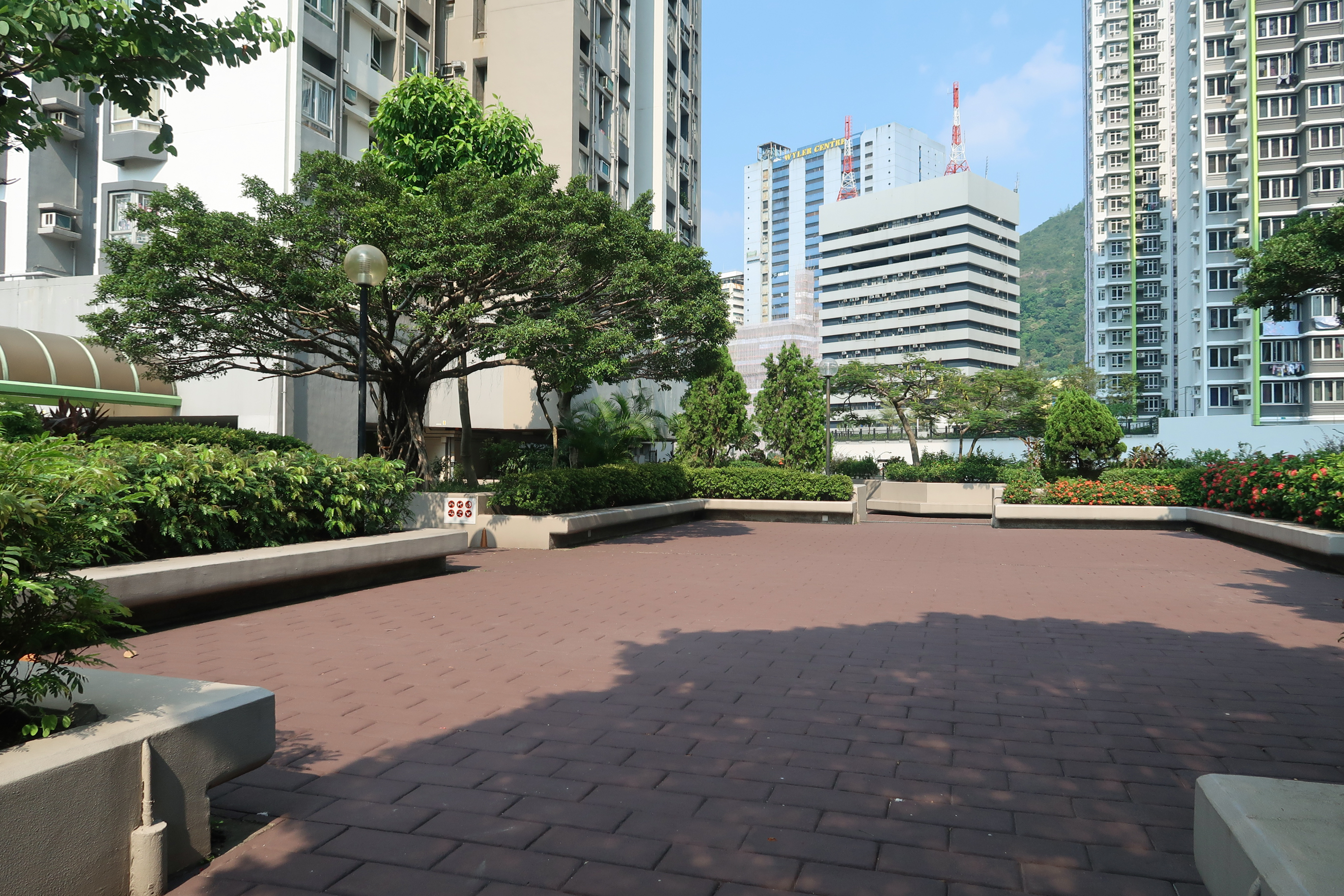
平台花園

屋苑設5座樓高32層大廈，合共有1264個單位，全數為400-415呎的兩房單位。當中部份向南高層單位更看到葵涌碼頭景。
不過屋苑設施殘舊，在2020年12月，有業主翻查帳目，儲備則只有數千元。批評港鐵無視居民苦況，在沒有聽提升服務質素和設施保養下，屢次加管理費

## 商場

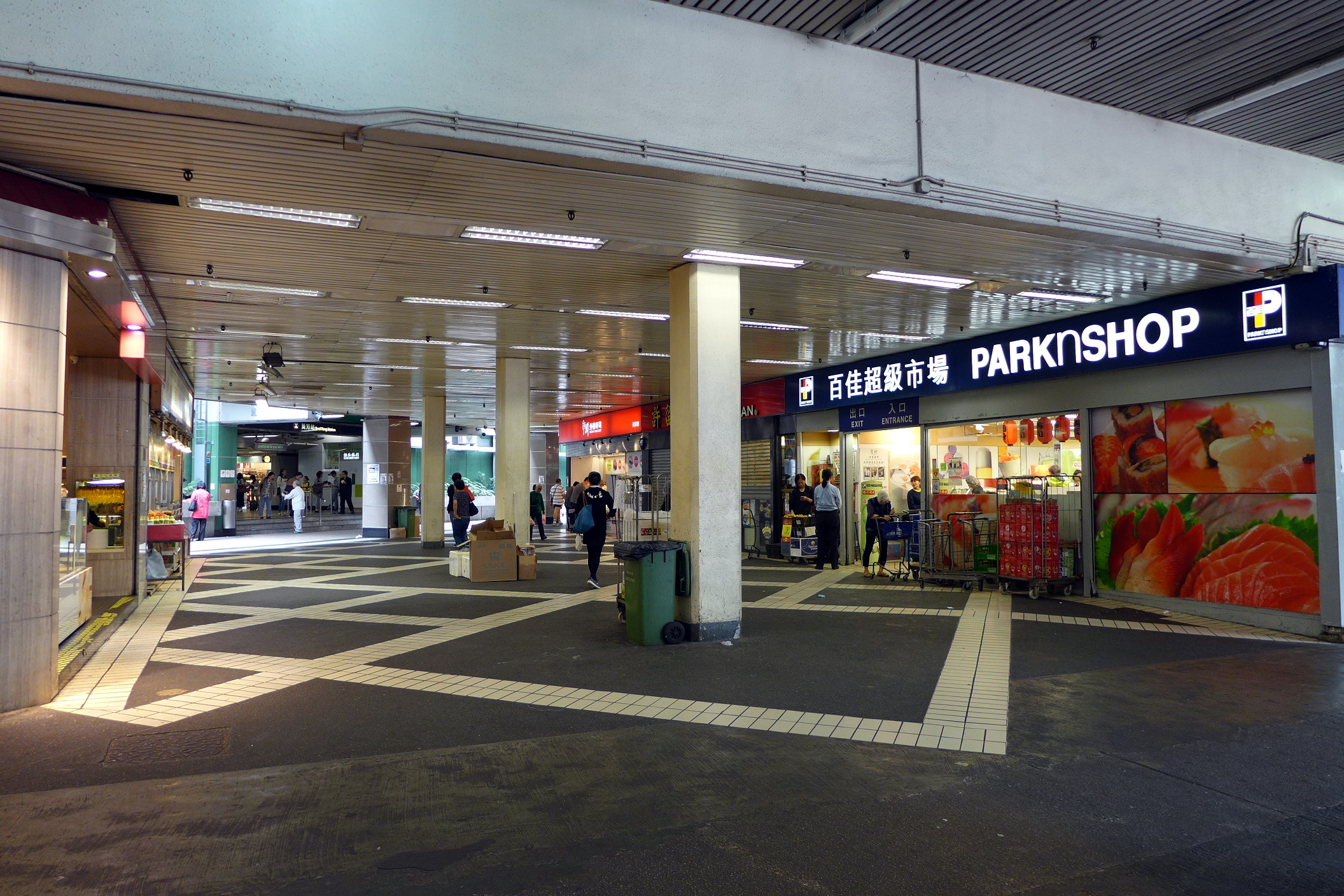
地面商場舖位

屋苑基座商場命名為“好爵中心”，佔地5萬平方呎。原業主好爵酒樓於1984年向地鐵公司一手購入，是地鐵公司極少賣出的商場物業。2005年，好爵酒樓曾經招標出售好爵中心，但其後擱置，持有收租至今。地下設多個舖位，包括百佳超級市場，五金店，髮型屋，爭鮮外帶壽司，海皇粥店（已結業）和譚仔雲南米線等。而閣樓曾經設酒樓“名門讌客”，但已結業。

## 公共空間
根據地政總署網站提供的資料，屋苑住宅範圍內設佔地6400呎的天台花園，屬於「根據地契要求而須提供的公眾休憩空間」，目前由港鐵管理。設施包括兒童遊樂場和長者健身設施，但感覺殘舊，而使用者以新葵芳花園住客為主，非常少有外人進入。公眾需要使用住宅範圍的升降機才能進入該處。

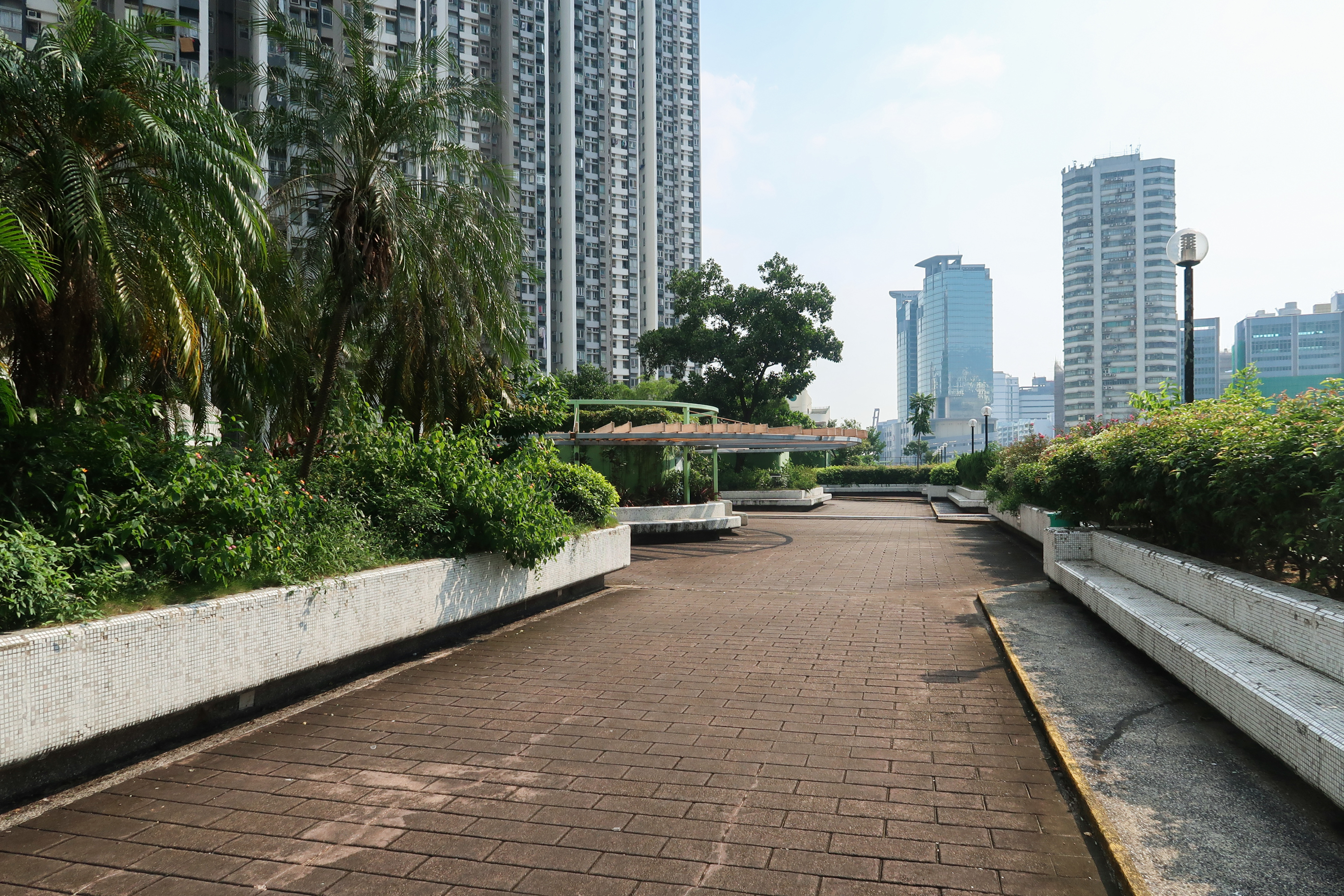
天台花園（2018年）
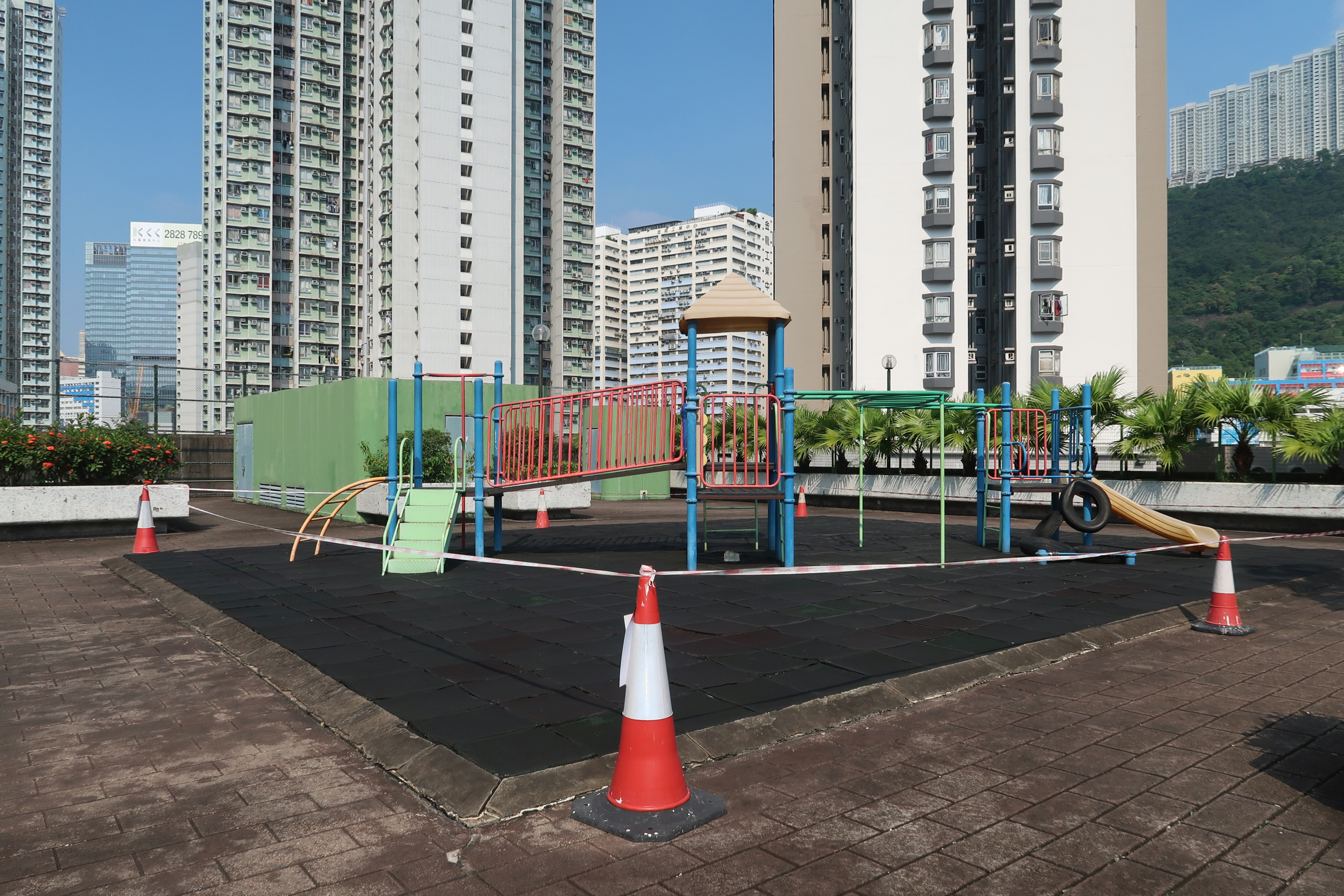
已經封閉的兒童遊樂場（2018年）
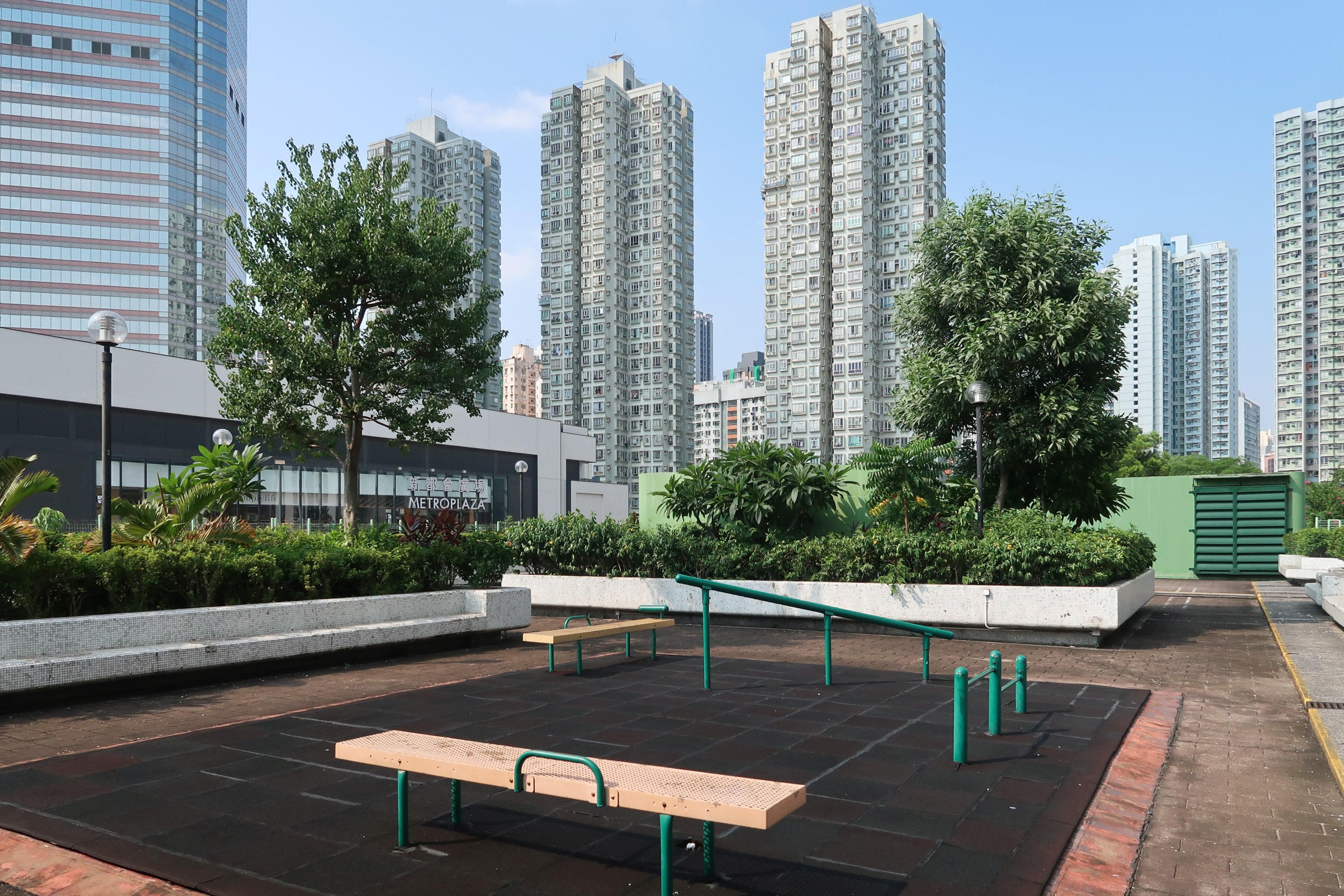
長者健身設施
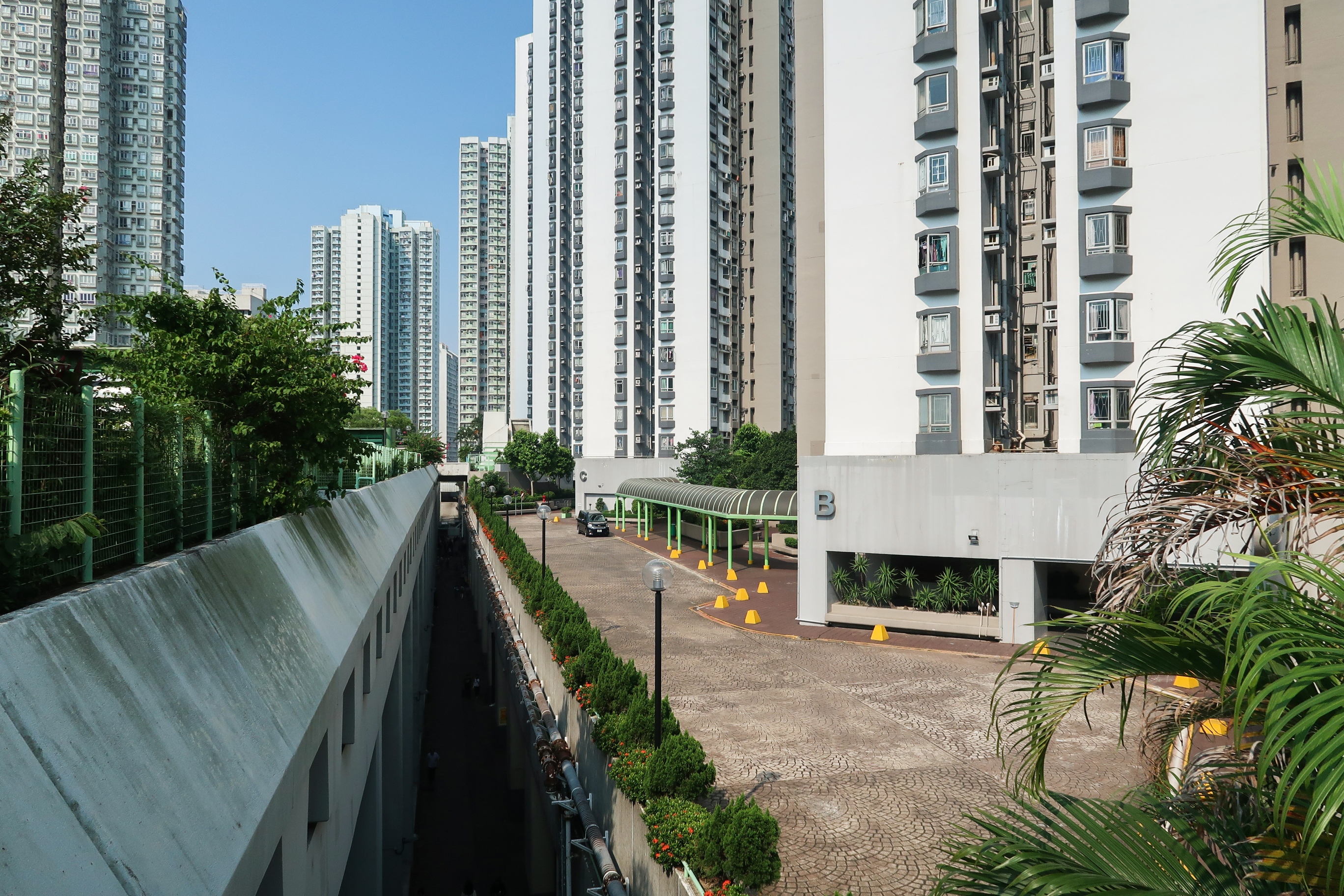
緊急車輛通道

## 鄰近
- 葵芳邨
- 葵翠邨
- 葵芳閣
- 葵涌廣場
- 新都會廣場
- 葵青劇院
- 恆景花園
- 豐寓
- 葵芳匯
- 葵芳社區會堂
- 芊紅居
- 葵涌運動場